# 屋台弁護士
『屋台弁護士』（やたいべんごし）は、フジテレビ系で2005年から2009年まで放送されたテレビドラマシリーズ。全3回。主演は中村雅俊。
放送枠は「金曜エンタテイメント」（第1作）、「金曜プレステージ」（第2作・第3作）。

## あらすじ
どん底の弁護士の村雨一郎は10年間疎遠になっていた、ラーメン屋台を営む父・村雨太郎に再会する。一郎は勤務していた弁護士事務所の解散後居場所がなくなっていたこともあり、父の屋台で出張弁護士として仕事を始める。親子2人は長年の確執を抱えながら難事件の解決に挑む。

## キャスト

### 村雨家
村雨一郎
演 - 中村雅俊
弁護士。弱者救済をモットーに弁護活動をしているが、過剰な弱者への思いやり故に、悪党に騙されたり、勤務する弁護士事務所では勝訴率が低く後輩弁護士にバカにされている。鬼刑事だった父・太郎からは「お前が他人に優しいのは、自分がいい人に見られたいからだ」と言われており、長年確執を抱えている。
村雨典子
演 - 大島さと子
一郎の元妻。弱者救済に力を入れるあまり貧乏のままでいる一郎の甲斐性なさに愛想を尽かし、結婚20年目の節目に三行半をつきつける。
村雨奈津美
演 - すほうれいこ
一郎の娘。現在は大学生。典子と暮らしているが一郎とは疎遠になっておらず良好に接している。
村雨幸江
演 - 草村礼子（第1作）
一郎の母。太郎の妻。いがみ合う一郎・太郎親子の間に立つ。第1作で急逝する。
村雨太郎
演 - 伊東四朗
一郎の父。「横浜署の鬼太郎」の異名を持つ優秀な刑事だったが、妻・幸江の急逝後突然失踪する。その間は、四国八十八箇所巡礼の道中で出逢った、ある屋台のラーメンの味に感動し、その屋台を引き継ぎ全国を回って修行に励んでいた。

### その他
山地啓吾
演 - 伊東孝明【旧・伊東貴明】
一郎の後輩弁護士。典子との離婚協議で、典子側の弁護士となる。

### ゲスト
第1作「熟年離婚でリストラの三流弁護士と元鬼刑事父子がラーメン屋台で事件を暴く! ラーメンスープは知っていた! 完全犯罪トリックの謎!」（2005年）
- 佐久間春江（会員制高級クラブ「奏」ママ） - 涼風真世
- 金原昭三（光出版社 社長） - 春田純一
- 名村容子（名村の妻） - 岩橋道子
- 名村邦男（フリーライター） - 飯田基祐
- 木崎春彦（無職） - 俵木藤汰
- 長谷川（横浜警察署 刑事） - 鈴木修平
- ラーメン屋 - 横山あきお
- 巡査 - 田口主将
- 絵美（会員制高級クラブ「奏」ホステス） - 尾上康代
- 朝倉竜次（横浜警察署 刑事） - 河原さぶ
- 一文字泰輔（民自党議員） - 窪園純一
- 蒲生純一、伊藤幸純、松本じゅん、小形満

第2作「検察側の証人」（2007年）
- 田尻美紀（田尻の娘） - 佐藤仁美
- 田尻航平（12年前 太郎に逮捕された金庫破りの名人） - 田中健
- 大沢圭介（美紀の婚約者） - 東根作寿英
- 久里浜清晴（刑事） - 半海一晃
- 金沢（刑事） - 鈴木修平
- 村木英二（7年前業務上横領で逮捕され半年前出所） - 小林隆
- 蒲原知寿子（蒲原法律事務所 所長） - 江波杏子
- 宮坂（検事） - 菊池均也
- 土屋（裁判長） - 野村信次
- 江守（看守） - 田口主将
- 婦警 - 氏家恵
- 屋台の客 - 古川康

第3作「燃える屋台! 村雨父子絶体絶命!」（2009年）
- 風間英里子（弁護士） - 羽田美智子
- 我孫子健（太郎の後輩の刑事） - 佐藤二朗
- 宮沢雅義（城宮建設 専務） - 徳井優
- 岡崎万亀男（衆議院議員） - 大林丈史
- 松島幸平（城宮建設 常務） - 村松利史
- 川又照代（岡崎の秘書） - 円城寺あや
- 塚本（警視・県警本部キャリア） - 菊池均也
- 鴨川（刑事） - 北村栄基
- 彦摩呂（グルメレポーター） - 彦摩呂（本人役）
- 松島幸子（松島と喜美枝の娘） - 山口あゆみ
- 風間駿伍（英里子の息子） - 吉川史樹
- 竹村勝次 - 清水一哉
- 安藤稲造（横浜弁護士会 会長） - 須永慶
- きよ子 - 青木和代
- 富三 - 田口主将
- 道夫（八百屋） - 大堀こういち
- 達郎 - 須田邦裕
- 桜井美加 - 滝ありさ
- 蓮見（弁護士） - 高嶋宏行
- 小林 - 高橋麻理
- 愛人 - 庄司ゆうこ
- ヒットマン - 仲本工事
- 松島喜美枝（松島の妻） - 市毛良枝

## スタッフ
- 脚本 - 寺田敏雄
- 演出 - 土方政人
- 法律監修 - 本山信二郎
- ラーメン監修 - 小松正一
- プロデュース - 鈴木伸太郎
- 編成 - 和田行（第1作・第2作）、金井卓也（第3作）、水野綾子（第3作）
- 製作 - フジテレビ、共同テレビ

## 放送日程
| 話数 | 放送日        | サブタイトル | 脚本     | 演出     | 視聴率 |
| ---- | ------------- | --- | -------- | -------- | ------ |
| 1    | 2005年6月03日 | 熟年離婚でリストラの三流弁護士と元鬼刑事父子がラーメン屋台で事件を暴く! ラーメンスープは知っていた! 完全犯罪トリックの謎! | 寺田敏雄 | 土方政人 | 13.5%  |
| 2    | 2007年4月27日 | 検察側の証人 | 寺田敏雄 | 土方政人 | 13.2%  |
| 3    | 2009年9月11日 | 燃える屋台! 村雨父子絶体絶命!                                                                                             | 寺田敏雄 | 土方政人 | 10.2%  |

- 視聴率はビデオリサーチ調べ、関東地区・世帯